# Candinho (filme)
Candinho é um filme brasileiro de 1954, do gênero comédia, dirigido por Abílio Pereira de Almeida e estrelado por Amácio Mazzaropi, com as participações de Marisa Prado, Ruth de Souza e Adoniran Barbosa. O roteiro é baseado no conto Cândido, ou O Otimismo, de Voltaire, cuja citação "Tudo que acontece é para o melhor nesse melhor dos mundos" é mostrada nos letreiros iniciais. 
Foi o terceiro e último filme de Mazzaropi produzido pela Companhia Cinematográfica Vera Cruz, distribuído pela Columbia Pictures e posteriormente pela Marte Filmes Ltda. após o processo de re-censura no período da Ditadura Civil-militar. A partir deste filme, Mazzaropi assumiu o papel do "caipira", que posteriormente tornou-se sua marca registrada.
O filme serviu de inspiração para a construção do enredo e estética da telenovela Êta Mundo Bom! (2016), de Walcyr Carrasco, produzida pela Rede Globo.

## Sinopse
Um bebê é encontrado no riacho que atravessa a Fazenda Pedro II, de propriedade do coronel Quinzinho. O menino recebe o nome de Candinho e cresce trabalhando arduamente, mas é tratado com rudeza pelo proprietário. A vida na fazenda segue seu ritmo, até o dia em que o coronel surpreende Candinho beijando sua filha. O caipira é expulso da fazenda e parte em direção a São Paulo. Na cidade, ele trabalha em diferentes empregos até encontrar o professor Pancrácio, cuja positividade havia influenciado toda a família. Pancrácio informa o paradeiro de Filoca, a filha do coronel, que também está na cidade. Candinho parte à sua procura e encontra-a trabalhando em uma boate. Filoca sabe que os olhos simples e ingênuos do amigo não percebem sua condição. Um dia, ao observarem um amuleto que ele porta desde criança, encontram um mapa que indica o local onde se encontra a herança deixada por sua mãe.

## Enredo
O filme foi inspirado no conto Cândido, ou o Otimismo (1759), de Voltaire, um conto de raízes iluministas que procurava desafiar uma afirmação feita por Leibnitz, a qual o autor do texto interpretou como “o mundo é o melhor possível, que Deus não poderia ter construído outro e que tudo corria às mil maravilhas.” A visão de Voltaire já não era mais tão otimista após ser perseguido e preso, e com sua ironia, ele constrói uma obra em que usa o protagonista como uma espécie de desabafo, como se ele agisse da forma esperada por alguém em situações semelhantes. “Cândido foi expulso de onde morava, foi preso e torturado, perdeu sua amada, seus melhores amigos; em todos os casos com requintes de crueldade. Mas a cada um desses fatos, meditava sobre como explicar o melhor dos mundos possíveis, sempre com deboche mais ou menos sutil.” 
O filme é consideravelmente mais leve que o conto. A história dele começa em 1926, na antiga fazenda Dom Pedro II, situada em Piracema (Minas Gerais). Como o Moisés bíblico, Candinho foi encontrado ainda bebê nas águas, só que nas águas sujas de um riacho. Trazia um medalhão, sinal de origem rica. Candinho foi acolhido pelo proprietário da fazenda, o monarquista coronel Quinzinho, pois ele e sua mulher não tinham filhos. Contudo, três anos depois, o coronel torna-se pai de um casal de gêmeos, Quincas e Filoca, e Candinho acaba sendo relegado aos serviços da casa, indo morar no casebre da serviçal Manuela. Todos na fazenda são influenciados pela sabedoria do professor Pancrácio, hóspede do coronel, que ensina a Candinho sua filosofia de vida: tudo que acontece de ruim é para melhorar a vida da gente, a qual ele sempre repete como um ditado.
Já moço, Candinho tem um namorico com Filoca, e acaba expulso da fazenda por Quinzinho ao ser flagrado beijando a primogênita. Ao lado do seu inseparável burrode estimação Policarpo, é colocado num trem e chega em São Paulo, onde inicia uma busca incansável por sua mãe biológica. Ele fica amigo de Pirulito, jovem que fugiu de casa e vive nas ruas. Para se sustentarem e pagarem a conta da pensão, os dois trabalham nos mais variados empregos e arranjam muitas confusões, até que Candinho reencontra o professor Pancrácio, disfarçado de deficiente físico e pedindo esmolas por não ter encontrado emprego na cidade.
O professor informa o paradeiro de Filoca, que também foi para a cidade e passou a trabalhar numa boate como taxi-girl. Depois de tanto insistir, Candinho consegue que a moça vá com ele à casa do professor e lá oferece a ela seu medalhão. Dentro dele, Filoca encontra um mapa que indica o local onde se encontra a herança de Candinho. Em seguida, o baú com a suposta herança é descoberto e o parentesco entre Candinho e o coronel Quinzinho é revelado, tornando o caipira o legítimo herdeiro da fazenda. Tudo termina em festa. Candinho se casa com Filoca, enquanto o professor Pancrácio se casa com dona Eponina, irmã do coronel.

## Elenco
- Amácio Mazzaropi: Candinho (Cândido Policarpo Fagundes)
- Marisa Prado: Filoca (Filomena de Piracema)
- Ruth de Souza: Dª Manuela
- Adoniran Barbosa: Professor Pancrácio
- Benedito Corsi: Pirulito
- Xandó Batista: Vicente
- Domingos Terras: Coronel Quinzinho (Joaquim de Piracema)
- Nieta Junqueira: Dª Eponina de Piracema
- Labiby Madi: Dona Hermione (dona da Pensão dos Artistas)
- Ayres Campos: Delegado do interior
- Sydnea Rossi: Dª Antonieta
- John Herbert: Quincas (Joaquim de Piracema Filho)
- Salvador Daki: Lalau
- Manoel Pinto: doido que pensa estar morto
- Abílio Pereira de Almeida: delegado em São Paulo
- Pedro Petersen: soldado alemão na delegacia
- Luiz Calderaro
- Nélson Camargo
- Antônio Fragoso
- Tito Lívio Baccarin: homem do terno queimado pelo tira-manchas
- Maria Luiza Splendore
- Eugênio Montesano: homem gordo saindo da boate
- Lourenço Ferreira
- Jordano Martinelli: homem armado com o cão Adão
- Duque (cão): Adão, o cão
- Artur Herculano
- Figurinha: homem do monociclo e malabares (na Pensão dos Artistas)
- Antônio Miro
- Cavagnole Neto: enfermeiro do hospício
- Izabel Santos: mulher louca no hospício
- China
- Maria Olenewa: professora de ballet

## Ficha Técnica (extras)
| Fotografia                                                | Som                                       | Montagem                                         | Direção de Artes                                                               |
| --------------------------------------------------------- | ----------------------------------------- | ------------------------------------------------ | ------------------------------------------------------------------------------ |
| Edgar Brasil Jack Mills Jaime Pacini Hector F. Santamaria | Erik Rasmussen João Ruch Filho Ernst Hack | Mauro Alice Oswald Hafenrichter Katsuichi Inaoka | Antonio Gomide Abigail Costa Belloni José Dreos Fernão J. Lomba Gerry Fletcher |

## Trilha Sonora
O filme conta com arranjos musicais originais compostos por Gabriel Migliori. Mazzaropi chegou a lançar um disco onde canta duas canções do filme (“O que o dinheiro não arruma” e “Meu Policarpo”). 
| Título                  | autor(es) da canção                    |
| ----------------------- | -------------------------------------- |
| Galo Garnizé            | Almeida, A. Gonzaga, L                 |
| Não me digas adeus      | Correa, F. da Silva e Silva E. Luiz da |
| Ave Maria no morro      | Martins, N. H. de Oliveira             |
| Vida nova               | Soares, Rubens;                        |
| Orvalho vem caindo      | Rosa Noel e Pepe Kid                   |
| Mamãe eu quero          | Jararaca Ratinho e Paiva, Vicente      |
| Saudade mata a gente    | Almeida, Antonio de e Barros, João de; |
| IV Centenário           | Zan, Mario e Alves, J. M.              |
| O que o ouro não arruma | Vieira, Mário                          |
| Meu Policarpo           | Lux, Mara e Santos, Reinaldo           |

## Recepção
- O filme conseguiu um público estimado de 1,5 milhões de espectadores. Por ser um dos primeiros filmes do ator no cinema, e pelo fato de outros posteriores a ele terem tido público maior, esse filme pode ser considerado um dos que o consagrou e atraiu mais fãs de sua obra. [5]
- O ator passou a ser reconhecido pela sua interpretação do tipo “caipira”, que virou sua marca. [7]
- O filme foi exibido em salas de cinema pela primeira vez no pré-lançamento, no dia 24 de janeiro de 1954. Os cinemas que exibiram o filme este dia foram: Art-Palácio; Esmeralda; Majestic; Jóia; Arlequim; Roma; Nacional; Cruzeiro; Climax; Universo; Brasil; Anchieta; Júpiter.
- No dia seguinte (25 de janeiro de 1954), as salas dos seguintes cinemas passaram a exibir o filme também: Bandeirantes; Rosário; Itamarati; Riviera; Piratininga; Paris; Lux; Maracanã; Cinemar; Imperial; Colonial; São Caetano; Excelsior; São José; São Pedro.
- Durante a segunda semana em cartaz em São Paulo, foi exibido de 3 de fevereiro a 9 de fevereiro de 1954, no Paratodos, Jóia, Candelária e São Sebastião.
- No Rio de Janeiro, foi exibido em março de 1954 no Vitória, Rian, Miramar, Carioca, Iris, Botafogo, Belmar, Bonsucesso e Monte Castelo.[3]
- O filme não recebeu premiações, mas foi muito relevante para a história do cinema brasileiro e a cinematografia do ator.

## Contexto histórico
O filme foi produzido em 1954. À época, a Companhia Cinematográfica Vera Cruz produziu diversos filmes, de dramas à chanchadas, gênero do filme em questão.
Essa década no cinema foi marcada por contrastes: de um lado, as chanchadas, filmes de comédia de baixo orçamento, realizados em estúdio, geralmente musicais), e do outro um esforço na produção de filmes de drama, como O Cangaçeiro. 
A busca pela representação da identidade nacional brasileira refletia nas telas. Apesar disso, existia a contradição ao se espelhar no estilo de produção norte-americano, criticado pelos próprios cineastas paulistas da época. Ainda assim, as chanchadas fizeram sucesso comercial considerável por um período da história do cinema brasileiro.
A Vera Cruz declarou falência em 1954, não conseguindo acompanhar eventos como a ascensão da televisão. Apesar disso, a participação de Mazzaropi nesses poucos filmes na empresa foi essencial para consolidar sua carreira.  

## Diferenças entre o filme e a novela
- No filme, a cidadezinha de Piracema é em Minas Gerais, enquanto na novela está localizada no interior de São Paulo.[12]
- No filme, o nome completo de Candinho é Cândido Policarpo Fagundes. Na novela, é Cândido Policarpo Sampaio dos Santos
- O coronel Quinzinho é neto do Barão de Piracema e possui um retrato dele na sala, fato inexistente na novela.
- No filme, o medalhão de Candinho é redondo e tem dentro o mapa da fazenda da família da mãe. Na novela, tem formato de coração e a foto de Anastácia quando jovem.
- No filme, a mãe de Candinho faleceu de desgosto anos após o nascimento do filho e é apenas mencionada. Na novela, ela é viva e se chama Anastácia (Eliane Giardini).
- No filme, Antonieta (Cunegundes na novela) aparece apenas no início, quando encontram Candinho no rio. O coronel Quinzinho é viúvo quando Candinho já está adulto. Desta forma, é Quinzinho quem flagra o beijo de Candinho e Filoca, expulsando o rapaz da fazenda. Na novela, Cunegundes dá o flagrante.
- No filme, Quinzinho e Antonieta (Cunegundes na novela) têm apenas dois filhos, um casal de gêmeos (Filomena e Quincas). Na novela, há uma terceira filha: Mafalda (Camila Queiroz).
- No filme, Pirulito possui a mesma idade de Candinho. Na novela, ele é um garoto (JP Rufino).
- No filme, após Candinho ser expulso da fazenda, é Manuela quem lhe dá o medalhão. Na novela, é Eponina.
- No filme, Candinho e Pirulito se hospedam na Pensão dos Artistas, de Dona Hermione. Já na novela, eles se hospedam na pensão de Dona Camélia (Ana Lúcia Torre).
- No filme, não há Ernesto (Eriberto Leão). Filoca é explorada por um homem que não tem grande participação na história, chamado Lalau.
- No filme, Pancrácio e Eponina se casam no final. Na novela, ela se casa com Pandolfo, irmão gêmeo do professor.